# Bahnhof Christianshavn
Christianshavn ist eine unterirdische U-Bahn-Station in der dänischen Hauptstadt Kopenhagen, unter dem gleichnamigen Platz Christianshavns Torv. Die Station wird von den Linien M1 und M2 des Kopenhagener U-Bahn-Systems bedient.
Die Station wurde am 19. Oktober 2002 für den neuerbauten U-Bahn-Abschnitt Vestamager–Nørreport eröffnet. Es bestehen Umsteigemöglichkeiten zu diversen Buslinien. Nach der Station trennen sich die Linien M1 und M2 voneinander und verlaufen jeweils auf eigenen Strecken.